# Aedes campestris
Aedes campestris é um espécie de mosquito do género Aedes, pertencente à família Culicidae.